# Francesco Cucca
Francesco Cucca (Nuoro, 25 gennaio 1882 – Napoli, 7 maggio 1947) è stato uno scrittore e poeta italiano.

## Biografia
Francesco Cucca, nacque a Nuoro nel 1882. (Anarchico) Fu narratore e poeta mercante che seppe conciliare le esigenze per gli affari col gusto per la letteratura e per la poesia. Uomo eclettico e raffinato, egli fu animato da un incontenibile spirito di lotta per i diritti delle genti della Sardegna. Dopo aver svolto il lavoro di pastore, nel 1896 all'età di 14 anni, dalla Barbagia partì per Iglesias e lì lavorò come garzone di cantina, e più tardi andò in miniera e nel 1908 entra in contatto con uno dei primi gruppi anarchici della Sardegna, conosce le condizioni terribili a cui sono sottoposti i minatori sperimentando in prima persona quali fossero le condizioni di lavoro degli stessi e inizia così la prima lotta per i diritti che il Regio Governo non intendeva riconoscere e far rispettare. La sera leggeva e studiava. Cominciò la raccolta di libri, di riviste, di giornali e raccolte antologiche degli autori della letteratura del periodo: Satta, Carducci, Pascoli, D'Annunzio, Stecchetti. Passò poi alle dipendenze di un'impresa di Livorno che importava legname dall'Africa e fu mandato in Tunisia, come rappresentante, procuratore e amministratore all'età di vent'anni. Andò in Africa nel 1902 e vi rimase fino al 1939. Viaggiò per città e per villaggi; conobbe popoli, usi e costumi diversi, li studiò e ne assimilò la cultura al punto di essere considerato e trattato dagli arabi come uno di loro. Studiava molto ed alle letture dedicava non poche delle ore che riusciva a strappare al suo quotidiano lavoro. Parlava e scriveva correttamente diverse lingue ed era informato sui più importanti avvenimenti letterari. In terra maghrebina cominciò la sua produzione in prosa e in versi: I racconti del gorbino (1909); le Veglie beduine (1912), le Galoppate nell'Islam (1922), e il romanzo Muni Rosa del Suf (pubblicato postumo nel 1996). Aderì al socialismo rivoluzionario e all'anarchismo. Anticlericale, anticolonialista, anti interventista, preferì vivere da uomo libero. Strinse rapporti con Sebastiano Satta, con i fratelli Deffenu, con Grazia Deledda, con Paolo Orano, con Giuseppe Lipparini, con Mario Puccini, con Ezio Bartalini, con tutto il movimento anarchico e socialista italiano negli anni dal 1906. Collaborò a "L'Unione di Tunisi" diretta dal rivoluzionario Ettore Sottovia. Nel 1939, lasciò l'Africa definitivamente, risiedendo prima a Roma, poi a Napoli, dove morì nel 1947.

## Opere
- Poemetto del dolore, s.l., Egles, s.a..
- I racconti del Gorbino, Teramo-Grottamare, La Fiorita, 1909.
- Veglie beduine, Ancona, Puccini e figli, 1913.
- Veglie beduine, a c. di Dino Manca, Cagliari, Astra, 1993.
- La farfalla, in "Rivista sarda", vol. 2, n. 6, 1920.
- La madre, in "Rivista sarda", vol. 3, n. 1, 1921.
- Galoppate nell'Islam, Roma, Alfieri e Lacroix, 1922.
- Galoppate nell'Islam, a cura di Giuseppe Marci, Cagliari, Condaghes, 1993.
- Il sughero, in "Rivista sarda", vol. 5, n. 1, 1923.
- Il pastore, in "Il Nuraghe", vol. 1, n. 7, 1923.
- Il mare, in "Il Convegno", vol. 11, n. 6, 1958.
- Muni rosa del Suf, a c. di Dino Manca, Nuoro, Il Maestrale, 1996.
- Algeria, Tunisia, Marocco, a c. di Dino Manca, Nuoro, Istituto Superiore Regionale Etnografico, 1998.